# Suraiya Faroqhi

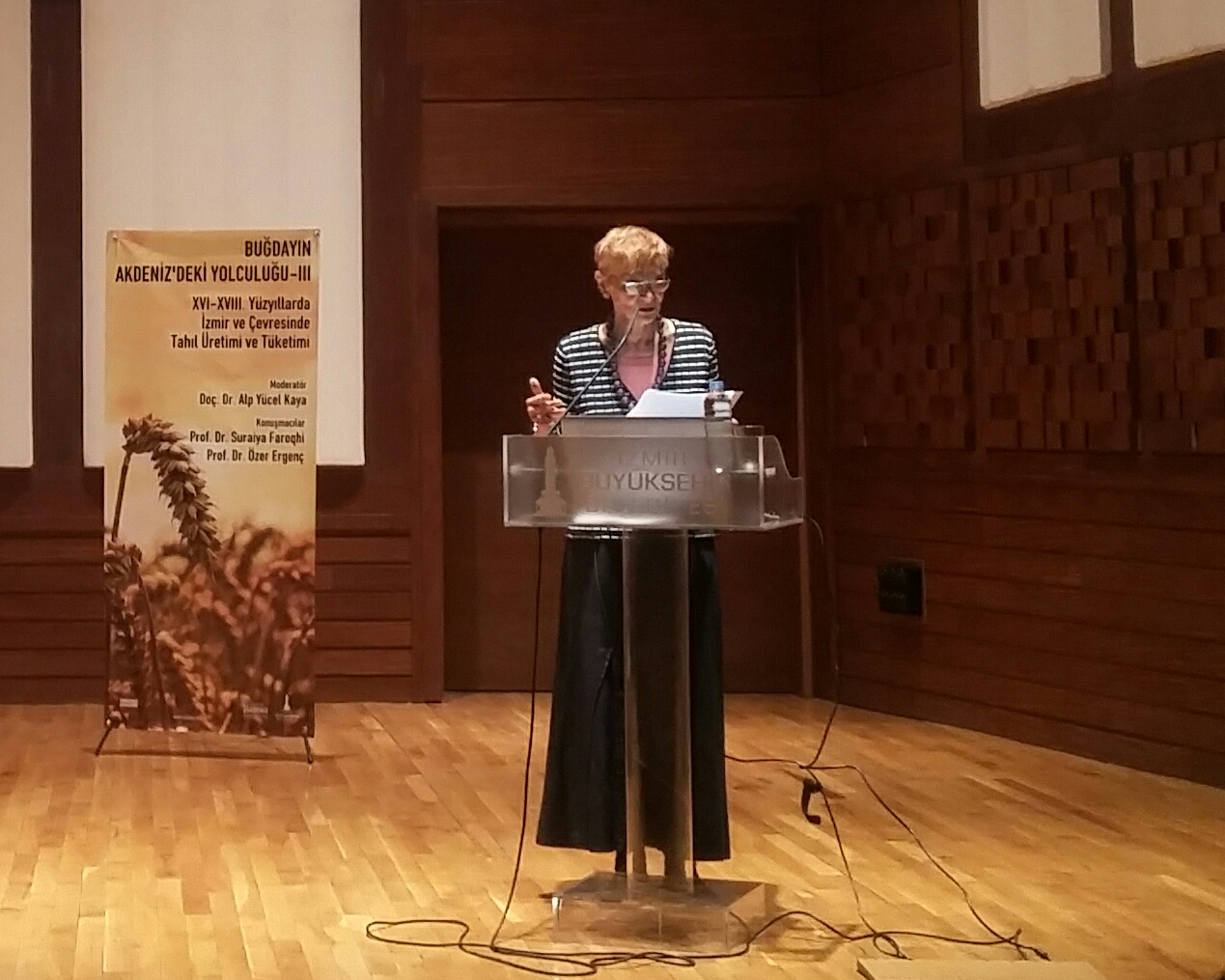
Suraiya Faroqhi spricht im Ahmed Adnan Saygun Art Center im Jahr 2017.

Suraiya N. Faroqhi (* 2. Oktober 1941 in Berlin) ist eine deutsche Orientalistin mit Schwerpunkt Osmanistik. Sie gilt als eine Spezialistin für die Geschichte des Osmanischen Reiches.

## Leben
Geboren wurde sie 1941 als Tochter einer deutschen Mutter und eines indischen Vaters in Berlin. Nach dem Abitur 1959 an der katholischen Liebfrauenschule Bonn studierte sie Geschichte, Turkologie und Middle Eastern studies an der Universität Hamburg, der Universität Istanbul und der Indiana University Bloomington (Englisch als Zweitsprache, Master of Arts for Teachers). 1970 wurde sie am Fachbereich Geschichtswissenschaften der Universität Hamburg mit der Dissertation Die Vorlagen <telhise> des Großwesirs Sinān paša an Sultan Murād III zum Dr. phil. promoviert.
Sie arbeitete zunächst von 1967 bis 1968 als Deutsch- und Englischlehrerin an der Handelsschule Rackow und war dann im universitären Bereich in der Türkei und den USA tätig. 1980 wurde sie Üniversite doçenti. Von 1981 bis 1986 war sie Associate Professor an der Middle East Technical University (METU) in Ankara. 1982 folgte eine Privatdozentur an der Universität Bochum. 1984 war sie Visiting Lecturer an der Harvard University und von 1986 bis 1987 Professor am Department of History der Middle East Technical University.
Von 1988 bis 2007 war sie Professorin für Osmanistik am Institut für Geschichte und Kultur des Nahen Orients sowie für 
Turkologie an der Universität München. Von 2002 bis 2007 leitete sie das Institut. 2007 war sie Harris Distinguished Visiting Professor am Dartmouth College und wurde im gleichen Jahr Professor für Geschichte an der İstanbul Bilgi Üniversitesi. Von 2010 bis 2011 war sie Chairperson des History Departments. Nach der Emeritierung an der İstanbul Bilgi Üniversitesi (Bilgi University) (2017) wurde sie Professorin an der İbn Haldun Üniversitesi Istanbul.
Sie war Trägerin mehrerer Stipendien (u. a. der Studienstiftung des Deutschen Volkes und des Wissenschaftskollegs Berlin) und Gast an zahlreichen Universitäten und Forschungseinrichtungen (Ankara, Oxford, Âl al-Bayt University, Jordanien, Istanbul, Aix-en-Provence, Moskau, Minneapolis-St Paul, Jawaharlal Nehru University, Delhi  und Berlin). Von 1990 bis 1993 gehörte sie dem Editorial Board des International Journal of Middle East Studies an und seit 1996 dem Editorial/Advisory Board von Turcica. Außerdem war sie von 1994 bis 1998 im Advisory Board des Internationalen Instituts für Sozialgeschichte.
Faroqhis Bruder war der Filmemacher Harun Farocki.

## Auszeichnungen und Mitgliedschaften
- 2002: Ehrendoktor der Boğaziçi Üniversitesi
- 2005: Runner-up for Al-Mubarak book prize für The Ottoman Empire and the World around it
- 2009: Honorary Fellow der Middle East Studies Association
- 2013: Ehrenmitglied der Bilim Akademisi Derneği
- 2014: Verdienstorden der Republik Türkei
- 2022: Mitglied der British Academy

## Schriften (Auswahl)
- Herrscher über Mekka. Die Geschichte der Pilgerfahrt. Artemis, München u. a. 1990, ISBN 3-7608-1921-4.
- Kultur und Alltag im Osmanischen Reich. Vom Mittelalter bis zum Anfang des 20. Jahrhunderts. Beck, München 1995, ISBN 3-406-39660-7.
- Geschichte des osmanischen Reiches (= Beck’sche Reihe. 2021; C. H. Beck Wissen). Beck, München 2000; 7. Auflage 2018
- Slavery in the Ottoman World. A Literature Survey, EB-Verlag, Berlin 2017.